# 史丹吉峰
史丹吉峰（英語：Stejneger Peak），是南極洲的山峰，位於南喬治亞群島的伯德島，處於埃弗曼灣，海拔高度190米，在1960年由英國南極名稱諮詢委員會命名，由英國海外領土管轄。